# Manolo Gabbiadini
Manolo Gabbiadini (* 26. November 1991 in Calcinate) ist ein italienischer Fußballspieler, der als Stürmer eingesetzt wird und der in Dubai beim al-Nassr unter Vertrag steht.

## Laufbahn
Manolo Gabbiadini entstammt der Jugendabteilung von Atalanta Bergamo. Bei diesem Verein wurde er schließlich auch in den Profikader aufgenommen und bestritt in der Saison 2009/10 seine ersten beiden Partien in der Serie A, jeweils als Einwechselspieler in der Schlussphase. Sein Debüt gab er am 14. März 2010, dem 28. Spieltag, im Gastspiel beim FC Parma.
Zur darauf folgenden Saison wechselte Gabbiadini auf Co-Eigner-Basis für ein Jahr in die zweitklassige Serie B zur AS Cittadella. Dort spielte er regelmäßig und erzielte bei 27 Einsätzen fünf Treffer.

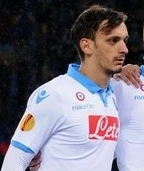
Manolo Gabbiadini (2015)

Zurück in Bergamo kam Gabbiadini nun auch hier häufiger zum Zug, allerdings weiterhin meist als Einwechselspieler. Bei einer der wenigen Partien, bei der er in der Startelf stand, gelang ihm jedoch sein Premierentreffer in der höchsten italienischen Spielklasse: beim 2:0-Heimsieg am 29. Spieltag der Saison 2011/12 über den FC Bologna schoss er am 25. März 2012 in der 50. Minute das Führungstor.
Zur Saison 2012/13 schloss Atalanta Bergamo eine Co-Eignerschaft mit Juventus Turin ab und verlieh Gabbiadini an den FC Bologna. Dort kam er zu 30 Ligaeinsätzen, in denen ihm sechs Tore gelangen. Zur Saison 2013/14 kaufte Sampdoria Genua 50 % der Transferrechte von Atalanta Bergamo ab. Bis Dezember 2014 kam Gabbiadini auf 47 Ligaeinsätze für Sampdoria und erzielte zwölf Treffer.
Am 5. Januar 2015 wechselte Gabbiadini zum SSC Neapel. Die Ablöse teilten sich die bisherigen Teilhaber Sampdoria Genua und Juventus Turin.
Am 31. Januar 2017 wurde sein Transfer zum FC Southampton in die englische Premier League verkündet. Im Januar 2019 kehrte er zu Sampdoria Genua zurück, nachdem er im System von Southampton-Trainer Ralph Hasenhüttl keine Rolle mehr spielte.
Nach zwei Jahren in Southampton wechselte Gabbiadini zurück nach Italien zu Sampdoria Genua. Nach viereinhalb Jahren verließ er Sampdoria im Zuge des Abstiegs in die Serie B und wechselte zum al-Nasr SC.

### Nationalmannschaft
Nachdem Gabbiadini im Jahr 2010 drei Länderspiele für die U-20-Nationalmannschaft Italiens absolviert hatte, debütierte er am 17. November 2010 beim 2:1-Sieg gegen die Türkei für die U-21-Auswahl seines Heimatlandes. Rasch etablierte er sich in der italienischen U-21 als Stammspieler und trat ebenfalls als regelmäßiger Torschütze in Erscheinung. Es gelangen dem Stürmer drei Länderspiele mit jeweils einem Torerfolg; beim 7:2-Sieg am 6. Oktober 2011 gegen Liechtenstein erzielte er erstmals einen Hattrick. Im Juni 2013 errang Gabbiadini mit der von Devis Mangia trainierten Mannschaft bei der Europameisterschaft in Israel den Vizetitel, nachdem man sich im Finale Spanien mit 2:4 geschlagen geben musste.
Am 15. August 2012 debütierte Gabbiadini im Länderspiel gegen England in der italienischen A-Nationalmannschaft unter Cesare Prandelli. Nach über zwei Jahren kam Gabbiadini zu weiteren Einsätzen für die Nationalmannschaft und absolvierte Test- und EM-Qualifikationsspiele unter Prandellis Nachfolger Antonio Conte, wurde jedoch nicht für die EM 2016 nominiert. Unter Gian Piero Ventura, der auf Conte folgte, kam er in der Qualifikation für die WM 2018 zum Einsatz. Nachdem Italien in der Gruppe Zweiter hinter Spanien wurde, trat die Mannschaft in den Play-offs gegen Schweden an. Nach einem 0:1 im Hinspiel folgte das Verpassen der WM durch ein 0:0 im Rückspiel. In letzterem stand Gabbiadini in der Startelf und wurde in der Folge nicht mehr berücksichtigt. Erst im September 2022 wurde er wieder berücksichtigt und von Roberto Mancini in den beiden Spielen der UEFA Nations League 2022/23 gegen England und Ungarn eingewechselt. Danach folgte keine weitere Nominierung mehr.

## Erfolge
- U-21-Vize-Europameister: 2013

## Familie
Seine Schwester Melania ist ehemalige Fußball- und Nationalspielerin.